# Rue Cognacq-Jay
Pour les articles homonymes, voir Cognacq-Jay.
La rue Cognacq-Jay est une rue du 7e arrondissement de Paris.

## Situation et accès
La rue est située en bordure de la Seine sur la rive gauche, près du pont de l'Alma. Longue de 224 mètres, elle commence rue Malar et finit au 3, avenue Bosquet et au 1, place de la Résistance.
Le quartier est desservi par la ligne C du RER à la gare du Pont de l'Alma.

## Origine du nom

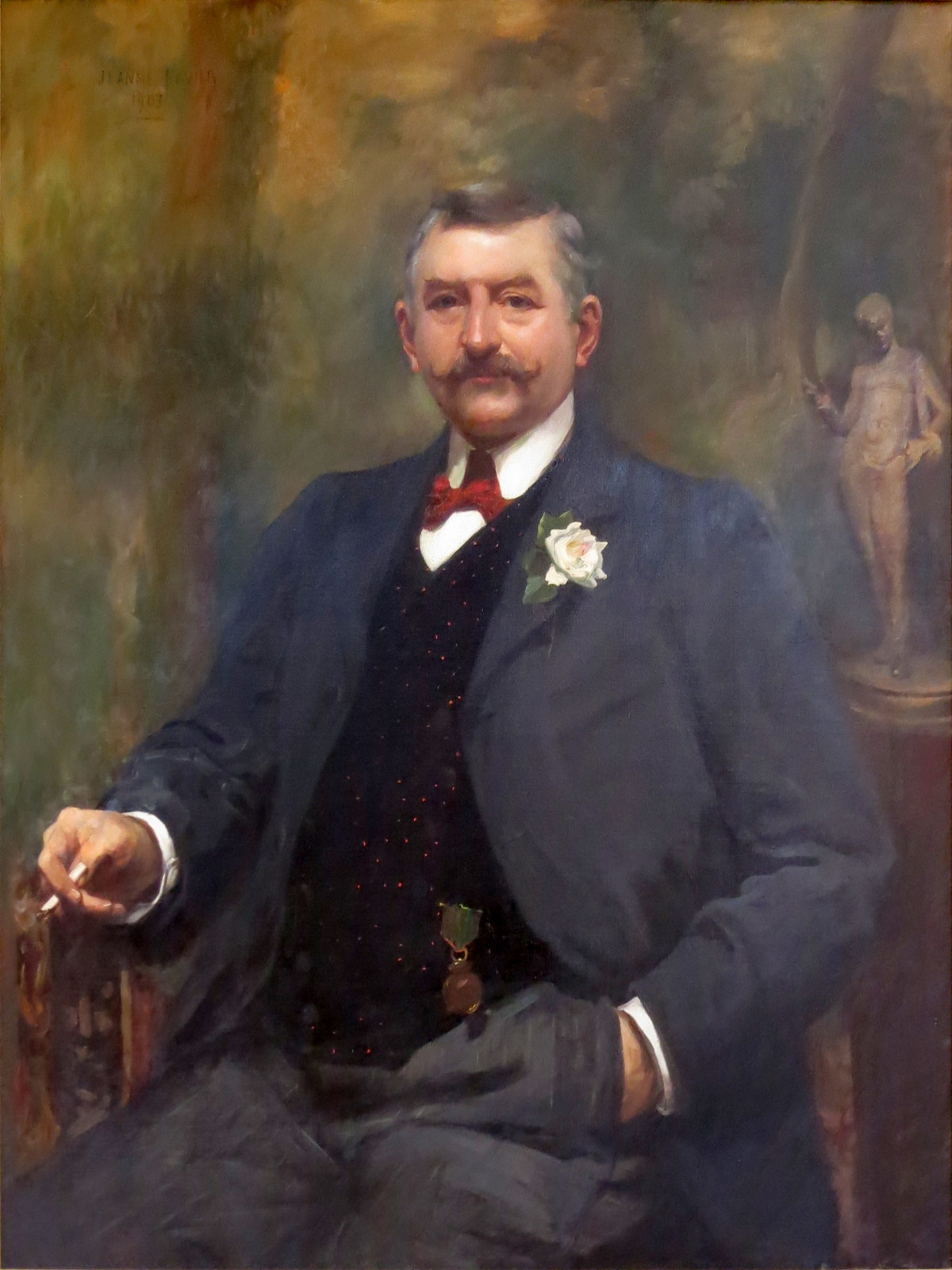
Ernest Cognacq.

La rue est nommée en mémoire d'Ernest Cognacq et de son épouse Marie-Louise Jaÿ, fondateurs du grand magasin de La Samaritaine.

## Historique
La rue est située sur la partie centrale de l'ancienne île des Cygnes, rattachée à la terre ferme partiellement en 1786 et entièrement en 1812 par comblement d'un bras de la Seine.  
Cette rue est ouverte sous sa dénomination actuelle par un arrêté du 11 janvier 1928 dans un lotissement appartenant à Ernest Cognacq sur le terrain de l'ancien parc d'attractions « Magic City » fermé en partie en 1925, qui avait été lui-même établi en 1900 à l'emplacement de l'ancien magasin central des hôpitaux militaires.

## Bâtiments remarquables et lieux de mémoire

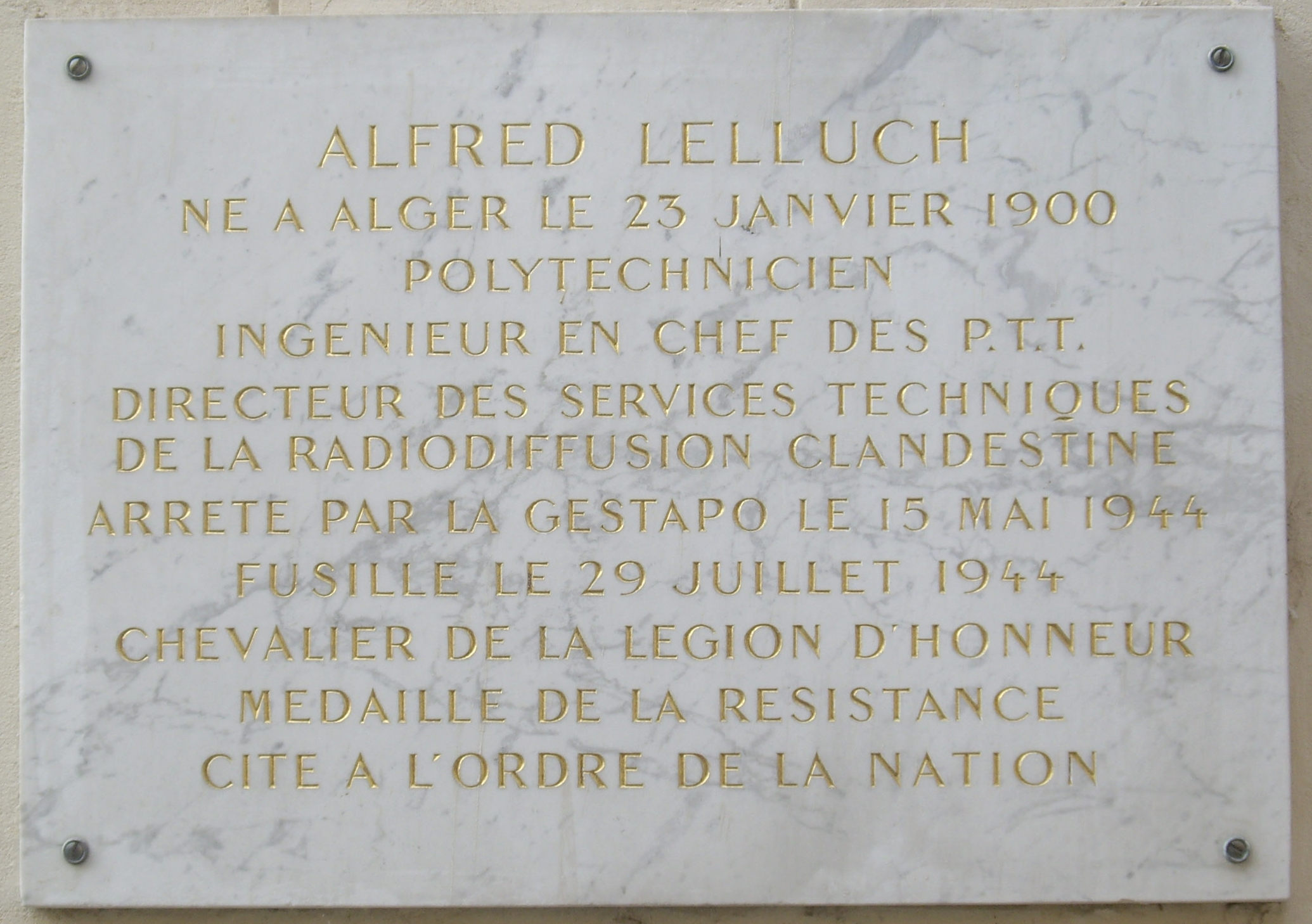
No 15 : plaque en hommage au résistant Alfred Lelluch (1900-1944).

No 22.

- No 2 : le cinéaste Jean-Luc Godard y est né le 3 décembre 1930 dans l'appartement de ses parents[2].
- No 5 : immeuble construit par les architectes Doubinsky et Jean Fidler en 1930, signé en façade. L’homme politique Maurice Viollette (1870-1960) a habité à cette adresse[3].
- No 7 : immeuble construit par l’architecte Jean Fidler en 1930-1931[4], signé en façade.
- No 13-15 : la rue est célèbre grâce aux studios de télévision, installés par les Allemands en 1943 aux nos 13-15 et abandonnés dans cet immeuble en août 1944. Théâtre de la renaissance de la télévision française après la guerre, ils sont utilisés de la Libération jusqu'au 31 mai 1992 et le départ de TF1 pour Boulogne-Billancourt, notamment par le journal télévisé. Ils ont donné naissance à l'expression autrefois célèbre « À vous Cognacq-Jay », prononcée par des journalistes, présentateurs et speakerines pour rendre l'antenne. L'immeuble est toujours la propriété de TDF, principal diffuseur en France.
- No 19 : depuis 2022, siège de la représentation en France de la Commission européenne.
- No 22 : immeuble construit par l’architecte Michel Roux-Spitz  en 1929.
- No 23 : bureaux du grand port maritime de Marseille.
- No 26 : entrée de service d’un immeuble de style Art déco construit en 1930 par l’architecte Léon Azéma[5].